# مال (موريتانيا)
مال مدينة موريتانية تقع في الجنوب الغربي من البلاد في ولاية لبراكنة تبعد عن مدينة ألاك عاصمة الولاية بحوالي 100 كلم كما تبعد عن العاصمة نواكشوط بـ 350 كلم وهي مدينة قديمة تاريخية، وقعت فيها معركة إبان المقاومة ضد الإستعمار تسمى معركة مال سنة 1904م وقد زارها القائد الفرنسي كزافييه كبولاني.

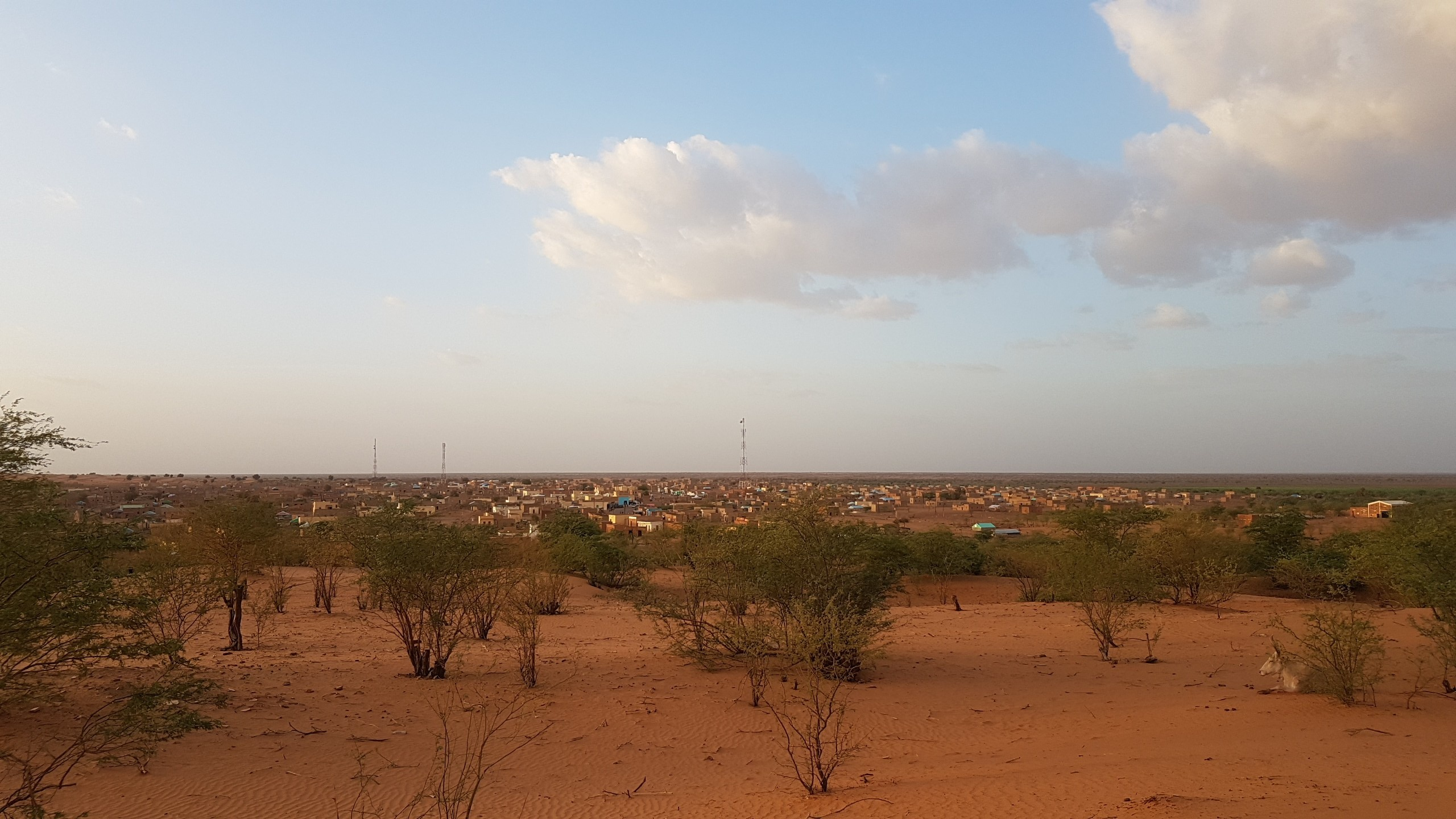
صورة تعبر عن مدينة مال قام بإلتقاط الصورة الشيخ الحضرامي أعليوا في 2018